# Mastigostyla woodii
Mastigostyla woodii är en irisväxtart som beskrevs av Huaylla och Paul Wilkin. Mastigostyla woodii ingår i släktet Mastigostyla och familjen irisväxter. Inga underarter finns listade i Catalogue of Life.